# Radiocafé
A radiocafé (kisbetűvel), korábbi nevén radiocafé 98.6, egy magyar rádióállomás és podcast-csatorna, mely Budapesten az FM 98.0-s frekvencián fogható, valamint az interneten. 2003. január 1-jén indult, felváltva az EstFM 98.6 nevű elődjét, de megtartva a műsorvezetőket és a műsorokat. Szlogenje kezdetben „radiocafé 98.6 – Szeretet” volt, ami egy arculatváltás után "radiocafé 98.6 – Van barátod"-ra változott. A rádió 2011-ben megszűnt, egy tulajdonosváltás után, felhalmozott adósságai miatt. 2022 novemberében aztán újraindult, mint közösségi rádió, a 98.0-s frekvencián, megtartva a régi logót, a szellemiséget, sőt a műsorvezetők egy részét is.

## Története

### radiocafé 98.6 (2003–2011)
2003. január 1-jén kezdte meg adását, mint a 2000. július 1-én indult EstFM utódja, tulajdonképpen annak megváltozott imidzsű változataként. Kereskedelmi rádió létére igyekezett egyfajta közszolgálati pozíciót is ellátni, színvonalas műsoraival, és a többi kereskedelmi rádiótól némiképp eltérő zenei kínálattól. Indulása után a radiocafé lett a Big Brother 2 hivatalos rádiója.
2007. május 20-25. között világrekord hosszúságú adást, vagyis 125 órás élő műsort készítettek. A Millenáris Parkból két műsorvezető bonyolította a hosszúkávé! névre keresztelt rekordkísérletet: Tóth Betty és Bella Levente, mindketten a rádió Délutáni kávéház című műsorának házigazdái. A két műsorvezető a rekordkísérlet alatt napi 4 órát pihent, vagyis fejenként napi 20 órát voltak adásban, ebből 16 órát együtt. Az öt nap alatt 60-80 vendéget láttak vendégül a stúdióban vagy a stúdió mellett (pl. Irie Maffia unplugged), és közel ugyanennyi interjút készítettek.
2007 augusztusában az Econet a Pesti Est, az országos Est Lapok, valamint a beltéri reklámtevékenységet folytató O-Zone és Boomerang Reklám felvásárlása után újra bővítette tevékenységét: 250 millió forintért megvette a radiocafé száz százalékos üzletrészét. A rádió működését, tartalmát és menedzsmentjét nem érintette a változás, viszont az Econet lehetőséget biztosított a tulajdonában álló EMG tagvállalataival történő együttműködésre. 2009-ben a tulajdonosi kör Neo FM néven országos lefedettségű rádióadót indított, amely azonban jogilag aggályos volt, hiszen olyan cég nem pályázhatott, melynek 25 százalékot meghaladó részesedése van egyszerre egy országos és egy regionális rádióadóban. A helyzetet nem sokkal később a rádiót működtető konzorcium átszervezésével orvosolták, viszont a Neo FM a radiocaféval közös épületbe költözött, sőt az első időkben, a nehézkes start miatt sok mindent tőlük is kölcsönzött. Ekkoriban a rádióállomás székhelye Budapesten a Csévi utca 7/B. alatt volt megtalálható.
2010-ben az Econet a rossz gazdasági helyzet és a rádiós hirdetési piac szűkülése következtében financiális nehézségekkel kezdett el küzdeni. Ez azzal járt, hogy az ORTT, illetve jogutódja, az NMHH részére nem, vagy csak akadozva fizették meg a koncessziós díjat. A nehézségek, illetve a Neo FM birtoklása miatt eleve fennálló összeférhetetlenségi helyzet miatt az Econet értékesítette 100 százalékos tulajdonrészét a KV Barát Vagyonkezelő Kft.-nek, a reklámidő értékesítését kivéve. Sajnos ez a lépés a rádió működésére negatívan hatott, 2011-re már működése is bajba került, a dolgozók hónapok óta nem kaptak fizetést. Veszélybe került annak esélye is, hogy a 2012-ben lejáró műsorszolgáltatási szerződést meghosszabbítsák. Áprilisban több műsor megszűnt, májusra a „Milliók reggelire” című népszerű reggeli gazdasági műsoron kívül már szinte csak a híreket és zenét sugároztak. 2011. május 6-án azután a még február 28-án Econetről Est Médiára átnevezett tulajdonos eladta a rádiót Veres István vállalkozónak és üzletfeleinek. A vállalkozó ekkor már üzemeltetett egy rádiót, a Radio Face-t, habár annak műsorszolgáltatási szerződését felmondták. 2011. május 11-én egy 24 millió forintos tartozás miatt a Nemzeti Média- és Hírközlési Hatóság megvonta a rádió műsorszolgáltatási engedélyét. A rádió ekkorra már teljes válságba került, nem tudták fizetni a munkabéreken túl sem a közüzemi számlákat, se a telefonszámlákat. Május 16-án már az is megesett, hogy nem maradt senki, aki beolvassa a híreket. Május 17-én délután 4 órakor pedig az Antenna Hungária lekapcsolta a sugárzást, mert a tulajdonos nem mutatott hajlandóságot a tartozásai megfizetésére. Az EstFM 2000. július 1-jén Kid Rock "Cowboy" című dalával kezdte meg sugárzását a 98.6-os frekvencián, és ezzel a dallal búcsúzott a radiocafé is.
Elhallgatása után, a 2011. július 1-jén megrendezett VOLTfolió Kulturális Médiadíjátadón különdíjat kapott a radiocafe 98.6, továbbá a rádiós műsorvezetők kategóriában holtverseny alakult ki: Frankó Roni és Lovász László a radiocafe 98.6 műsorvezetői, és Sebestyén Balázs az egykori Class FM akkori munkatársa kaptak díjat. A rádió működtetéséhez szükséges technikai eszközöket a Radio Face stúdiójába vitték, de nem sokkal később annak a rádiónak is elhallgatott az adása.
2012-től Régi Jó Café néven az interneten sugározzák a rádió ebben az időszakban felvett összes adását, a 2003-as indulástól a megszűnésig. Az adások visszahallgathatók nagyrészt teljesen időrendben a keresővel.

### radiocafé 98.0 (2022–)
2021 januárjában nyilvánosságra hozták, hogy a Civil Rádió budapesti frekvenciáira kik pályáznak. Ez a frekvencia a 98.0 volt, melynek fő előnye az volt, hogy közösségi rádiós frekvenciának minősült, azaz használata ingyenes, és első körben 10 évre hirdették meg, ami opcionálisan további 7 évre meghosszabbítható. A három pályázó közt ott volt a Match Point Official Kft., amely 2022 márciusában elnyerte a frekvenciát. Augusztus végén derült ki, hogy az újonnan induló rádió a radiocafé nevét veszi fel, mely nevet a Trend FM-mel való szoros összefonódás miatt használhatnak. Az új rádió műsorait ugyanis a Trend FM (az egykori Gazdasági Rádió) budapesti, Váci úti stúdióhelyiségeiben fogják készíteni, és a radiocafé márkanevet még 2016-ban Komáromi Balázs újságíró, a Trend FM főszerkesztő-tulajdonosa levédette a Szellemi Tulajdon Nemzeti Hivatalánál (SZTNH), ő engedte át a névhasználatot a Match Point Official Kft. számára.
Az új rádióadó 2022 októberének végén kezdte el kísérleti adását, majd november 3-án elindította rendes műsorát is. A műsorvezetők között számos régi radiocafés is megtalálható.

## Munkatársak

### Műsorvezetők

#### radiocafé 98.0 (2022–)
- Behumi Dóri
- Bényi László
- Bodnár Csaba
- Bogyó Tamás
- Fehér Mariann
- Khell Bogdán
- Kutasi Judit
- Machán-Csetvei Frigyes ("Nesta")
- Marosi Viktor
- McMenemy Márk
- Nyul Zsuzsa
- Oláh Andrea
- Nagy R. Attila ("Rozsda")
- Rétalji Igor
- Szabó Kimmel Tamás
- Temesi Berci
- Veress Dóra
- Winkler Nóra

#### radiocafé 98.6 (2003–2011)
- Ács Gábor
- Bazsó Gábor
- Behumi Dóri
- Bella Levente
- Berka Attila
- Borbély Ferenc
- Czutor Zoltán
- Csóka Dávid
- Csuja László
- Dudás Viktor
- Dús Polett
- Dévényi Tibor
- Feyér Zoltán
- Fekete Gábor (Pheke)
- Frankó Roni
- Gede Balázs
- Gianni Annoni
- Gosztonyi Csaba
- Gyárfás Dorka
- Hajós András
- Hegyi György
- Jeli András
- Jókuti András
- Kántor Endre
- Kádár Tamás
- Kálmán Emese
- Kisfavorit
- Lady Dömper
- Lányi Eszter
- Lovász László
- Machán Frigyes Nesta
- Madocsai Bea
- Mandl Péter
- Mátrai Mihály
- McMenemy Márk
- Meskó Zsolt
- Mihálovits András
- Nyúl Zsuzsa
- Papp Ferenc
- Pataki Balázs
- Pilisi Konrád
- Puzsér Róbert
- Péter Petra (Rádió Petra)
- Ridgasszer István
- Rónai Aranka
- R. Nagy András
- Sárközi Anita
- Soma Mama Gésa
- Sóskúti Zoltán
- Sütő Enikő
- Szendrei Zsolt (Z kapitány)
- Treskó T. Tibor (Tibilove)
- Tiger
- Tokaji Márta
- Tóth Betty
- Tóth Csaba
- Tüske Ferenc
- Valkó Eszter
- Veress Dóri
- Winkler Róbert
- Zsuffa Péter

### Zenei szerkesztők (2003–2011)
- Machán Frigyes (DJ Nesta)[12]
- Jobbágy Róbert (DJ Rob)
- Polgár Gábor (Cyborg Templar)

## Műsorok

### radiocafé 98.0 (2022–)
- A-ból B-be
- A holnap tegnapja
- Aqua & More
- Cafe-Night!
- Dzsungelharc
- Game On
- Hellojárat
- Kávézó a világ végén
- Könyvben utazom – Neked 8 Oláh Andreával
- Millásreggeli (2023-tól)
- Profil – Arcok más szögből
- Süssfelnap (reggeli műsor)
- Soul Session Bogyó Tamással, Temesi Bercivel és Zolberttel
- Szabadesés
- Womanpower

### radiocafé 98.6 (2003–2011)
- Africafé
- A hét mesterlövésze
- A szalonnás kávé visszanéz (hétfőn) – Szalonnás Kávé (kedden)
- A két hekk
- Beteg vagy bűnöző?
- Bolhacirkusz
- Borjour
- Brilliáns Csütörtöki Jazzpirkadat
- Café au Lait
- Capriccio
- Crime Time
- Délután Kávéház
- Deck Attack
- Doktor Café
- Egyes számrendszer
- Ellenkező esetek
- Eldorado
- Első fokon
- Estkultúra
- Európa Kávéház
- Élet és élet
- Édes otthon
- Favorit
- Fakultatív popnapközi
- Frappé
- Hazánk szíve Budapest
- Gasztrománia
- Gólya hozza
- Hajnali világosság
- Hangosfilm
- Hátszél
- High-end
- Hivatali patkányságok
- Humánfront
- Ingatlanadó
- Instrument Ezotéria – Instrument Music – Orient Express
- Játszóház
- JazzCafé
- Kanapé
- Kettes számrendszer
- Képzelet világa
- Laterra Magica
- Legal Alien
- Little Italy
- Made In Hungary
- Magyaróra
- Meleg helyzet
- Melegedő[13]
- Meztelen valóság
- Milliók reggelire (korábban Forintos percek)
- Morzsa
- Motorcity
- Music Café
- Önkényeztető
- Örökzöld
- Péntek esti LIVE edit
- radiocafe.hu
- Radio R
- Radio Tourist
- Reklámvilág
- Rock Café
- Selector
- Siesta Live
- Sláger Cafe
- SportCafé
- Sportkombinát
- Stadion kávéház
- Starsky és Hát Jazz Klub
- Stílus világa
- Szinkrontolmács
- Szolfézs
- Totalcar LIVE
- Természetes gyógymódok
- Veszedelmes viszonyok
- Vasárnapi ebéd
- Wan2